# Rhododendron luhuoense
Rhododendron luhuoense là một loài thực vật có hoa trong họ Thạch nam. Loài này được H.P. Yang miêu tả khoa học đầu tiên năm 1988.